# 冰島高體鯧
冰島高體鯧為輻鰭魚綱鱸形目鯧亞目長鯧科的其中一種，分布於東大西洋區，從冰島至摩洛哥海域，棲息深度200-358公尺，屬深海魚類，體長可達51公分，棲息在中上層水域，屬肉食性，以水母、櫛水母為食。

## 擴展閱讀
維基物種上的相關：冰島高體鯧